# Callipia parrhasiata
Callipia parrhasiata là một loài bướm đêm trong họ Geometridae.